# Ridderorden in Modena en Reggio
Het Hertogdom Modena en Reggio was een middenitaliaanse staat die in 1860 door het Koninkrijk Savoye werd geannexeerd. Later werd het gebied deel van het Koninkrijk Italië.
Ridderorden van Modena en Reggio
- De Orde van de Adelaar van Este (Italiaans:"Ordine dell’Aquila Estense") 1855